# Tuleariocaris
Tuleariocaris is een geslacht van kreeftachtigen uit de klasse van de Malacostraca (hogere kreeftachtigen).

## Soorten
- Tuleariocaris holthuisi Hipeau-Jacquotte, 1965
- Tuleariocaris neglecta Chace, 1969
- Tuleariocaris sarec Berggren, 1994
- Tuleariocaris zanzibarica Bruce, 1967